# Église Saint-Pierre-de-la-Croix de Montastruc
Pour les articles homonymes, voir Église Saint-Pierre.
L'église Saint-Pierre-de-la-Croix est une église catholique située à Montastruc, en France.

## Localisation
L'église Saint-Pierre-de-la-Croix est située au lieu-dit Saint-Pierre, sur le territoire de la commune de Montastruc, dans le département français de Lot-et-Garonne, .

## Historique
L'édifice est inscrit au titre des monuments historiques le 11 septembre 1997,.